# Delicatessen (gastronomie)
Pour les articles homonymes, voir Delicatessen et Deli.

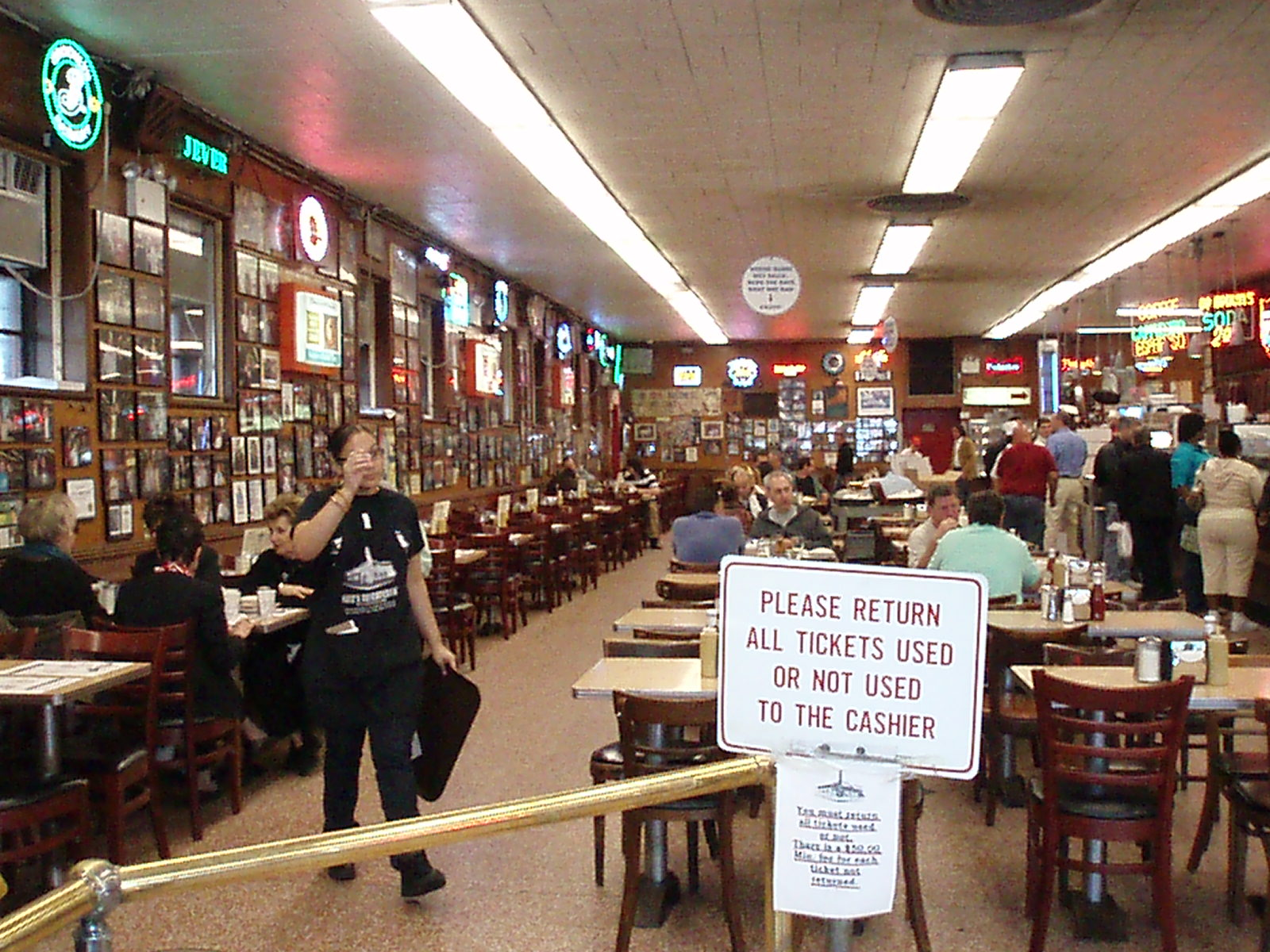
Le Katz's Delicatessen de New York.

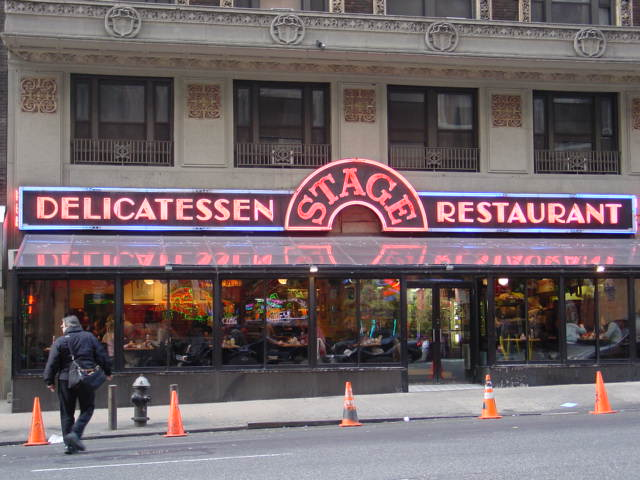
Le Stage Deli, à New York.

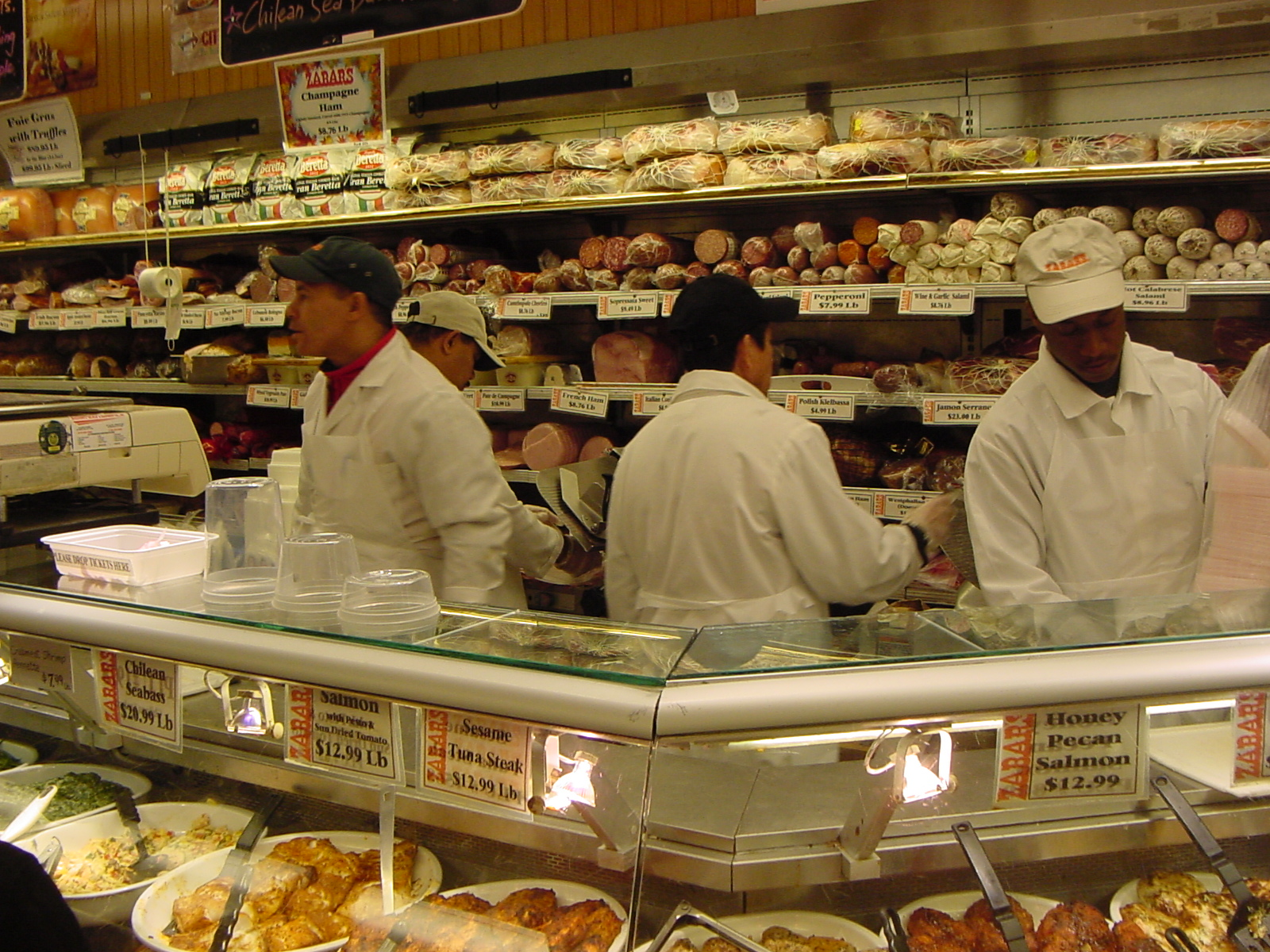
Un rayon chez Zabar's, NYC.

Un delicatessen, souvent abrégé en deli, est une épicerie fine ou un restaurant-traiteur, essentiellement dans les pays anglo-saxons.

## Étymologie
Le terme, d'origine allemande (Delikatessen, emprunt du français délicatesse, dérivé de délicat*, suff. -esse*), se réfère à l'origine aux produits d'épicerie fine. Son sens peut différer d'un pays à l’autre : ainsi, si la signification donnée ici s'applique aux États-Unis et au Canada, dans certaines régions d'Australie, ce terme désigne une épicerie de proximité, faisant éventuellement de la restauration rapide, souvent ouvert tard le soir.

## Par région

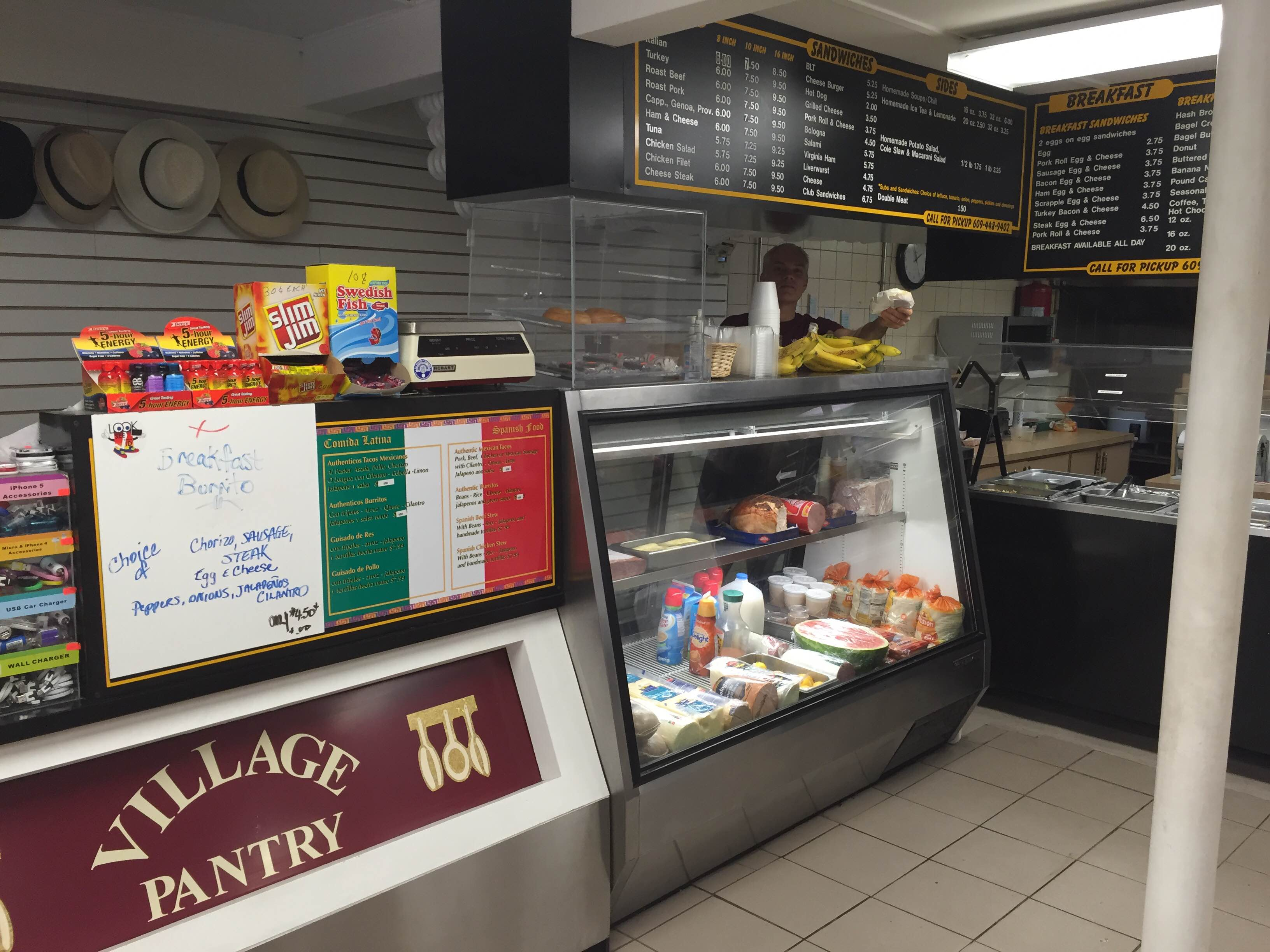
Un delicatessen, New Jersey.

### Amérique du Nord
Les delicatessen que l'on trouve aux États-Unis et au Canada fonctionnent pour la plupart essentiellement sur la base de la vente de produits à emporter, prêts à être consommés. Ils sont généralement à la fois des lieux de restauration rapide et des épiceries, les produits proposés étant principalement des produits frais. Les aficionados estiment qu’ils y trouvent des menus beaucoup plus variés et sains que dans les chaînes de restaurants de restauration rapide, dans la mesure où l'offre des delicatessen ne repose pas essentiellement sur des fritures, et où les sandwichs sont, le plus souvent, préparés à la commande.
On y trouve typiquement des produits prêts à consommer, tels que sandwichs, salades, soupes, omelettes, viandes et fromages, dans un genre fortement influencé par la cuisine juive ashkénaze, originaire d'Europe de l'Est. Ainsi, les mets sont souvent accompagnés de pickles, gros cornichons aigre-doux typiques de ces régions. Leur réputation tient beaucoup à leur offre en matière de viande (viande fumée ou pastrami), vendue en sandwichs, mais aussi au poids. Les delicatessen proposent aussi des boissons chaudes et froides, ainsi que des produits de pâtisserie et de boulangerie (notamment des bagels).
Même s'il existe de grands delicatessen, la plupart d'entre eux sont des échoppes de petite taille. Ce sont notamment des lieux typiques de New York, le plus célèbre étant certainement Katz’s Deli, dans lequel a été tournée une scène du film Quand Harry rencontre Sally.

#### Canada
On trouve au Canada les deux acceptions du mot : il conserve fréquemment son sens allemand d'origine chez certaines catégories de personnes descendant des premières générations d’immigrants européens. L'appellation « épicerie fine » est couramment utilisée afin de décrire les petits commerçants vendant des produits luxueux du terroir. Au Canada, le marché des épiceries fines est en croissance depuis la pandémie de Covid-19. En 2020, environ 23 % de la population québécoise fréquente ces épiceries à la recherche de produits locaux.

### Europe
En Allemagne, en Suisse et en Autriche, les Delikatessen (avec un « k » à l'allemande, et non un « c ») désignent des magasins d’un autre genre que les delicatessen nord-américains. Traditionnellement, les Delikatessenläden (épiceries fines) germaniques vendent des produits d’épicerie de luxe destinés à la cuisine chez soi, et non des produits de vente préparés.
En Belgique et au Luxembourg, les deli suivant le modèle américain commencent à s'imposer avec une trentaine de deli en Belgique et un au Luxembourg.

## Delicatessencélèbres
- Katz’s Deli, Carnegie Deli (en) et 2nd Avenue Deli (en), Zabar's (en), situés à Manhattan, New York.
- À Montréal, le restaurant Schwartz's est réputé pour ses sandwichs à la viande fumée.
- Canter's, à Los Angeles.
- Dallmayr, épicerie fine de Munich, Allemagne.